# Любиш-Кірдей Іван Михайлович
Іван Михайлович Любиш-Кірдей (нар. 25 січня 1984 в селі Томашгород, Рокитнівський район,Рівненська область)  — український телеоператор, фотограф. Кавалер ордена «За заслуги» III ступеня (2022), «За заслуги» II ступеня (2025).

## Біографія
Родом із Рівненщини. Мати — вчителька української мови і літератури. Спершу планував поступати до Національного педагогічного університету ім. Драгоманова, але завершив Інститут журналістики Київського міжнародного університету за спеціалізацією «Телевізійна журналістика». Пізніше навчався у Київському національному університеті театру, кіно і телебачення ім. Карпенка-Карого за спеціальністю «Кіно-, телеоператор».
Ще студентом знімав Помаранчеву революцію. Від 2005 — на телебаченні. Працював телеоператором каналу «1+1», німецького каналу ARD, «День-ТВ».
Знімав події, які відбувалися на Євромайдані. У складі знімальної групи ТСН їздив фіксувати події окупації Криму. Як оператор-фрілансер працював у складі знімальної групи німецького телеканалу ARD у звільнених Слов'янську і Краматорську. У серпні 2014 році опинився разом з іншими журналістами Маркіяном Лисейком, Георгієм Тихим та Максом Левіним в Іловайському котлі, з якого згодом вирвалися. У результаті відзнятого матеріалу 2 вересня 2014 року вийшов документальний фільм «Кривава війна в Україні — Втеча з Іловайська» (нім. Mörderischer Ukraine-Krieg - Flucht aus Ilowajsk) на авто «Інфініті». Стрічка потрапила у номінацію «Найкращий телевізійний документальний фільм» за вибором журі 55-го Телевізійного фестивалю у Монте-Карло (Festivaldetélévisionde Monte-Carlo), але фільм не отримав нагороду.
Знімав програму «ПРОФУТБОЛ» для каналу «2+2». Від 2017 року активно співпрацював із телеканалом «Настоящее время» (проєкт Радіо Свобода за участі «Голосу Америки»).
З 2022 року працював оператором міжнародної інформаційної агенції «Reuters». Перебував у складі знімальної групи «Reuters», яка зупинилася у готелі «Сапфір» у Краматорську, який у ніч із 24 на 25 серпня 2024 року атакували «Іскандером-М» російські війська. Внаслідок важких поранень до вересня перебував у комі, у жовтні прийшов у свідомість.

## Нагороди
Іван Любиш-Кірдей, «Це історія, яку я мав фіксувати»
- Щорічна німецька премію для теле- та кінооператорів «Deutscher Kamerapreis» (20 червня 2015) у номінації «Найкращий новинний сюжет із зони воєнних дій» за телефільм «Втеча з Іловайська», знятий для програми «Weltspiegel extra» німецького каналу ARD у серпні 2014 року[7].
- Орден «За заслуги» III ступеня (6 червня 2022) — за вагомий особистий внесок у розвиток вітчизняної журналістики та інформаційної сфери, мужність і самовідданість, виявлені під час висвітлення подій повномасштабного вторгнення Російської Федерації на територію України, багаторічну сумлінну працю та високу професійну майстерність[2].
- Лауреат Премії імені Георгія Ґонґадзе 2025 року[14][15].
- Орден «За заслуги» II ступеня (6 червня 2025) — За вагомий особистий внесок у розвиток вітчизняної журналістики та інформаційної сфери, мужність і самовідданість, виявлені під час висвітлення подій повномасштабного вторгнення Російської Федерації на територію України, багаторічну сумлінну працю.[3]

## Особисте життя
Одружений із журналісткою Марією Семенченко, у пари є донька Олександра (нар. 2016 року). Серед захоплень Любиш-Кірдея — гра на баяні, походи в гори. Виконав пісню у фільмі «Гіркі жнива».